# میدان نزدیک و دور
در الکترومغناطیس، میدان نزدیک و دور (به انگلیسی: Near and far field) به میدان‌های نقاط اطراف یک منبع موج می‌گویند که نسبت به منبع، دور یا نزدیک باشند. معیار دوری و نزدیکی، مقایسۀ فاصله با طول موج است. از آنجا که طول موج با فرکانس رابطه عکس دارد می‌توان گفت فاصله‌ای که برای یک فرستنده فرکانس‌بالا، دور است شاید برای یک فرستنده فرکانس‌پایین، نزدیک باشد.
در سیستم‌های رادیویی برخی مؤلفه‌های میدان‌های الکترومغناطیسی که در میدان نزدیک وجود دارند، در میدان دور قابل صرف‌نظر هستند و در محاسبات میدان دور در نظر گرفته‌نمی‌شوند. به همین علت در نرم‌افزارهای شبیه‌سازی مثل HFSS برای تحلیل یک آنتن باید معین شود که مشخصه‌های یک آنتن در میدان دور در نظر است یا میدان نزدیک.